# Техасские рейнджеры (фильм, 1936)
«Техасские рейнджеры» (англ. The Texas Rangers) — классический американский вестерн, снятый в 1936 году Кингом Видором.

## Сюжет
Джим Хокинс, Уаху Джонс и Сэм МакГи грабят почтовые дилижансы. Проходит слух, что обеспокоенные участившимися грабежами, техасские рейнджеры собираются осуществить рейд по региону. Джим и Оаху, испугавшись, решают бросить своё занятие и добровольно присоединиться к защитникам закона. Сэм продолжает промышлять тёмными делами. Однако, его бывшие друзья не так честны, как может показаться. Они продолжают поставлять Сэму информацию о действиях и намерениях рейнджеров. Но во время усмирения бунтующих индейских племён, парни начинают понимать значимость дела рейнджеров по сохранению и обеспечению мира, да и дочь майора Бейли заинтересовывается Джимом…

## В ролях
- Фред Макмюррей — Джим Хокинс
- Джек Оуки — Генри Джонс «Уаху»
- Ллойд Нолан — Сэм МакГи «Полька Дот»
- Джин Паркер — Аманда Бейли
- Эдвард Эллис — майор Бейли
- Бенни Бартлет — Дэвид
- Фрэнк Шеннон — капитан Стаффорд
- Фрэнк Корделл — рейнджер Дитсон
- Ричард Карле — Каспер Джонсон
- Фред Колер — Джесс Хиггинс
- Джед Прути — прокурор округа Твитчелл
- Джордж Хейз — судья Сноу

В титрах не указаны
- Стэнли Эндрюс — бандит
- Чарльз Миддлтон — адвокат Джесса Хиггинса

## Номинации
- Номинация на премию «Оскар» (1937) за лучший звук.

## Факты
- В 1940 году было снято продолжение фильма — «Техасские рейнджеры снова в седле».
- В 1949 году Paramount Pictures выпустила ремейк фильма — «Улицы Ларедо» с Уильямом Холденом в главной роли.